# Escañuela
Escañuela er en by og kommune i det sydlige Spanien i provinsen Jaén. Den har et indbyggertal på 902 (2024) indbyggere.